# Quinn Liebling
Quinn Liebling (* 20. März 2003 in Washington, D.C.) ist ein US-amerikanischer Schauspieler.

## Leben
Liebling wurde am 20. März 2003 in Washington, D.C. geboren. Er hat eine Schwester. Er debütierte 2017 in dem Kurzfilm Halfway House. Einem breiten Publikum wurde er ab 2018 durch seine Rolle des Tyler Bowen im Netflix-Original Everything Sucks! bekannt. In den zehn Episoden lieh ihm Christian Zeiger für die deutschsprachige Fassung seine Stimme. Nach der ersten Staffel wurde die Serie abgesetzt. 2020 erhielt er Nebenrollen in den Spielfilmen Thunderbolt in Mine Eye und Lorelei.

## Filmografie (Auswahl)
- 2017: Halfway House (Kurzfilm)
- 2018: Everything Sucks! (Fernsehserie, 10 Episoden)
- 2020: Thunderbolt in Mine Eye
- 2020: Lorelei